# FC Courtraisien
FC Courtraisien – belgijski klub piłkarski, mający siedzibę w mieście Kortrijk, w północno-zachodniej części kraju, działający w latach 1898–1900, 1901–1906, 1910–1918.

## Historia
Chronologia nazw:
- 1898: FC Courtraisien
- 1900: klub rozwiązano
- 1901: FC Courtraisien
- 1906: klub rozwiązano
- 1910: FC Courtraisien
- 1918: klub rozwiązano – po fuzji z SC Courtraisien

Klub sportowy FC Courtraisien został założony w miejscowości Kortrijk w 1898 roku. W 1899 klub dołączył do UBSSA. W sezonie 1899/00 startował w rozgrywkach Coupe de Championnat, grając w grupie flamandzkiej, zwanej Ere Afdeling Oost- en West-Vla, w której zajął ostatnie czwarte miejsce. Klub został rozwiązany wkrótce po udziale w rozgrywkach elity krajowej i po roku został odtworzony i stowarzyszony z UBSSA w 1901 roku pod nazwą FC Courtraisien, a następnie ponownie rozwiązany (lub wycofany z federacji) w 1906 roku.
Klub został reaktywowany w 1910 roku i ponownie stowarzyszony z UBSSA 4 stycznia 1912 roku. Funkcjonował podczas I wojny światowej, a po jej zakończeniu klub prawdopodobnie połączył się z US Courtraisienne. W 1918 nastąpiła fuzja z SC Courtraisien, w wyniku czego został utworzony klub Courtrai Sports.

## Sukcesy

### Trofea międzynarodowe
Nie uczestniczył w rozgrywkach europejskich (stan na 31-05-2020).

### Trofea krajowe
| \| \| Zdobyte trofea w rozgrywkach Belgii (stan na: 31-05-2020) \| |                                                           |      |                             |
| Rozgrywki                                                          | Osiągnięcie                                               | Razy | Sezon(y)                    |
| Mistrzostwo                                                        | I miejsce                                                 | 0    |                             |
| Mistrzostwo                                                        | II miejsce                                                | 0    |                             |
| Mistrzostwo                                                        | III miejsce                                               | 0    |                             |
| Mistrzostwo                                                        | 4.miejsce                                                 | 1    | 1899/00 (Oost- en West-Vla) |
| Puchar                                                             | zdobywca                                                  | 0    |                             |
| Puchar                                                             | finalista                                                 | 0    |                             |
| II liga                                                            | I miejsce                                                 | 0    |                             |
| II liga                                                            | II miejsce                                                | 0    |                             |
| II liga                                                            | III miejsce                                               | 0    |                             |
| Belgia                                                             | Zdobyte trofea w rozgrywkach Belgii (stan na: 31-05-2020) |      |                             |

## Poszczególne sezony

### Rozgrywki międzynarodowe

#### Europejskie puchary
Nie uczestniczył w rozgrywkach europejskich.

### Rozgrywki krajowe
| \| Belgia \| Bilans występów klubu w rozgrywkach piłkarskich Belgii (Stan na 31 maja 2019 r.) \| \| |                                                                                  |        |       |   |   |   |    |    |     |         |        |        |      |
| Poziom                                                                                              | Rozgrywki                                                                        | Sezony | Mecze | Z | R | P | B+ | B– | Pkt | Lata    | Awanse | Spadki | Naj. |
| I                                                                                                   | Ere Afdeling Oost- en West-Vla                                                   | 1      |       |   |   |   |    |    |     | 1899/00 | 0      | 0      | 4    |
| II                                                                                                  | Tweede klasse                                                                    | 0      |       |   |   |   |    |    |     |         | 0      | 0      |      |
| III                                                                                                 | Derde klasse                                                                     | 0      |       |   |   |   |    |    |     |         | 0      | 0      |      |
| IV                                                                                                  | Vierde klasse                                                                    | 0      |       |   |   |   |    |    |     |         | 0      | 0      |      |
| | Puchar Belgii                                                                    | 0      |       |   |   |   |    |    |     |         | 0      | 0      |      |
| Belgia                                                                                              | Bilans występów klubu w rozgrywkach piłkarskich Belgii (Stan na 31 maja 2019 r.) |        |       |   |   |   |    |    |     |         |        |        |      |

## Kibice i rywalizacja z innymi klubami

### Derby
- SC Courtraisien